# Eider
Eider (w polskich publikacjach spotyka się też nazwy Ejdera i Eidera) – najdłuższa rzeka w niemieckim landzie Szlezwik-Holsztyn o długości 188 km. Rzeka rozpoczyna się w pobliżu Bordesholmu i uchodzi do Zatoki Helgolandzkiej (Morze Północne).

## Historia ciągu rzecznego
We wczesnym średniowieczu rzeka przypuszczalnie była granicą między plemionami germańskimi, Jutami i Anglami. W średniowieczu rzeka była granicą między posiadłościami Sasów i Duńczyków. Następnie po 1076 roku była granicą między Danią a Świętym Cesarstwem Rzymskim.

## Przepływ rzeki
Rzeka przepływa przez następujące miasta: Bordesholm, Kilonia, Rendsburg, Friedrichstadt i Tönning. W Tönning wpada do Morza Północnego.